# 河本春男
河本 春男（かわもと はるお、1910年3月28日 - 2004年1月27日）は、愛知県出身の実業家、サッカー選手・指導者。

## 経歴
愛知県の出身。1923年に入学した愛知県立刈谷中学校（現・愛知県立刈谷高等学校）時代よりサッカーを始める。1928年に入学した東京高等師範学校（現・筑波大学）でも蹴球部（現在の筑波大学蹴球部）に所属した。1932年に同校を卒業後は兵庫県立第一神戸中学校の体育教諭となり、同校サッカー部の部長も務め、同年に開催された全国中等学校蹴球選手権大会で優勝に導いた。
1941年に第二次世界大戦に伴って従軍するが、1943年に除隊した。1947年より実業界に進んで、1958年に「アルプスバター神戸直売所」を創業。1962年、ユーハイムの代表取締役専務に就任。1971年、エリーゼ・ユーハイムの死去に伴って同社社長に就任した。1985年会長就任。
2000年にユーハイムの役員を含めた全役職を退任。2004年1月27日、東京都青梅市で肺炎により死去した。